# Tetraphyllidea
Tetraphyllidea zijn een orde van lintwormen.

## Taxonomie
De volgende taxa zijn bij de orde ingedeeld:
- Geslacht Anthobothrium Van Beneden, 1850
- Geslacht Carpobothrium Shipley & Hornell, 1906
- Geslacht Caulobothrium Baer, 1948
- Geslacht Trilocularia Olsson, 1867
- Familie Balanobothriidae Pintner, 1928
- Familie Calliobothriidae Perrier, 1897
- Familie Dioecotaeniidae Schmidt, 1969
- Familie Gastrolecithidae Euzet, 1955
- Familie Rhoptrobothriidae Caira, Jensen & Ruhnke, 2017
- Familie Serendipidae Brooks & Barriga, 1995
- Familie Shindeobothriiidae Shinde & Chincholikar, 1975
- Familie Triloculariidae Yamaguti, 1959

### Synoniemen
- Glyphobothriidae Monks, Pulido-Flores & Gardner, 2015 => Serendipidae Brooks & Barriga, 1995
- Oncobothriidae => Onchobothriidae Braun, 1900
- Reesiidae Euzet, 1959 => Gastrolecithidae Euzet, 1955